# Diplatia
Diplatia es un género  de arbustos  pertenecientes a la familia Loranthaceae. Es originario de Australia. Comprende 5 especies descritas y de estas, solo 4 aceptadas.

## Descripción
Son arbustos de hoja perenne.  Las hojas son opuestas, coriáceas o membranosas; pecioladas, elípticas a oblongas, u oblongas a ovadas, o lineal. La inflorescencia  es  terminal o axilar. El fruto es carnoso, es una baya o una drupa.

## Taxonomía
El género fue descrito por Philippe Édouard Léon Van Tieghem y publicado en Bulletin de la Société Botanique de France  41: 502 en el año 1894. La especie tipo es Diplatia grandibractea Tiegh.
Etimología
Diplatia nombre genérico que deriva de las palabras griegas  para "doble" y "la palma de la mano", donde se refiere a los dos brácteas involucrales.

## Especies aceptadas
A continuación se brinda un listado de las especies del género Diplatia aceptadas hasta noviembre de 2014, ordenadas alfabéticamente. Para cada una se indica el nombre binomial seguido del autor, abreviado según las convenciones y usos.
- Diplatia albertisii Tiegh.
- Diplatia furcata Barlow
- Diplatia grandibractea Tiegh.
- Diplatia tomentosa 	Barlow